# Draco biaro
Draco biaro är en ödleart som beskrevs av  James D. Lazell, Jr. 1987. Draco biaro ingår i släktet flygdrakar och familjen agamer. Inga underarter finns listade i Catalogue of Life.
Arten förekommer på ön Biaro som ligger norr om Sulawesi. Ön ligger upp till 300 meter över havet. Ödlan lever i skogar och den besöker ibland palmodlingar. Exemplaren är dagaktiva och klättrar i träd.
För beståndet är inga hot kända. Hela populationen anses vara stor. IUCN listar arten som livskraftig (LC).